# آرثر ر. قاولد
آرثر ر. قاولد (بالإنجليزية: Arthur R. Gould)‏ هو سياسي أمريكي، ولد في 16 مارس 1857 في كورينث في الولايات المتحدة، وتوفي في 24 يوليو 1946 في بريسكيو إزلي في الولايات المتحدة. حزبياً، نشط في الحزب الجمهوري. وقد انتخب عضو مجلس ولاية مين وانتخب عضو مجلس الشيوخ الأمريكي.